# Сан-Пьетро-ди-Морубьо
Сан-Пьетро-ди-Морубьо (итал. San Pietro di Morubio) — коммуна в Италии, располагается в провинции Верона области Венеция.
Население составляет 2848 человек, плотность населения составляет 178 чел./км². Занимает площадь 16,02 км². Почтовый индекс — 37050. Телефонный код — 045.
Покровителями коммуны почитаются святые апостолы Пётр и Павел. Праздник ежегодно празднуется 29 июня.